# بيتر فرانك (صحفي)
بيتر فرانك (بالإنجليزية: Peter Frank)‏ هو صحفي أمريكي، ولد في 1950.

## وصلات خارجية
- بيتر فرانك على موقع ميوزك برينز (الإنجليزية)